# Darago Fluctus
Il Darago Fluctus è una struttura geologica della superficie di Venere.